# Erol Dora
Erol Dora (Hassana, perto de Silopi, 2 de fevereiro de 1964) é advogado e político turco filiado ao Partido Democrático do Povos (HDP). Membro da comunidade do povo arameu na Turquia, ele é um conhecido defensor dos direitos das minorias, arameus particularmente a situação dos direitos humanos das minorias cristãs da Turquia.
Nas eleições gerais de 2011, Dora se tornou o primeiro membro de etnia arameia do Parlamento turco e o primeiro parlamentar cristão desde 1960. Desde 2014, membro do HDP, foi reeleito nas eleições consecutivas de junho e novembro de 2015.
Após seus estudos, Dora voltou a Istambul exercendo a advocacia, muitas vezes defendendo cristãos em julgamentos. Em 2004, tornou-se membro fundador e vice-presidente da primeira associação cívica de arameus/sírios desde o golpe militar de 1980, a Associação Cultural e Solidária da Mesopotâmia (Mezopotamya Kültür ve Dayanışma Derneği, ou MEZODER).